# Ortruda de Eslésvico-Holsácia-Sonderburgo-Glucksburgo
Ortruda de Eslésvico-Holsácia-Sonderburgo-Glucksburgo (19 de dezembro de 1925 - 6 de fevereiro de 1980) foi um membro da Casa de Eslésvico-Holsácia-Sonderburgo-Glucksburgo e uma princesa de Eslésvico-Holsácia-Sonderburgo-Glucksburgo de nascimento, e através de seu casamento com Ernesto Augusto IV de Hanôver, um membro da Casa de Hanôver.  

## Família
Ortruda era filha do príncipe Alberto de Eslésvico-Holsácia-Sonderburgo-Glucksburgo (1863-1948) e sua segunda esposa, a princesa Herta de Isemburgo e Büdingen (1883-1972), filha de Bruno, 3.º Príncipe de Isemburgo e Büdingen.

## Casamento e descendência
Ortruda casou com o príncipe Ernesto Augusto de Hanôver (mais tarde Ernesto Augusto IV de Hanôver, Brunsvique-Luneburgo) em 31 de agosto 1951 no Castelo de Malbork, Nordstemmen, Hanôver, Alemanha, em um casamento civil cerimônia. Eles estavam se casou novamente, quatro dias depois em um cerimónia religiosa em Hanôver. Ernesto Augusto e Ortruda teve seis filhos:
- Maria Vitória de Hanôver (n. 1952), casada com o conde Miguel de Hochberg.
- Ernesto Augusto, príncipe de Hanôver (n. 1954), casado com Chantal Hochuli e depois com a princesa Carolina de Mônaco.
- Luís Rodolfo de Hanôver (1955–1988), casado com a condessa Isabel de Thurn e Valsassina-Como-Vercelli (1962–1988). Suicidou-se ao descobrir o corpo de sua esposa morta por overdose. Tinham um filho, Oto (n.1988).
- Olga Sofia de Hanôver (n. 1958).
- Alexandra Irene de Hanôver (n. 1959), casada com o príncipe André de Leiningen.
- Henrique Júlio de Hanôver (n. 1961), casado com Tira de Westernhagen.

Após a morte de Ortruda em 1980, seu marido viúvo Ernesto Augusto casou com a condessa Mônica de Solms-Laubach, em 1981.

## Títulos e estilos
- 19 de dezembro de 1925 - 31 de agosto 1951 : Sua Alteza, a Princesa Ortruda de Eslésvico-Holsácia-Sonderburgo-Glucksburgo
- 31 de agosto de 1951 - 30 de janeiro de 1953 : Sua Alteza Real, a Princesa Ortruda de Hanôver
- 30 de janeiro de 1953 - 06 de fevereiro de 1980 : Sua Alteza Real, a Princesa de Hanôver, Duquesa de Brunsvique-Luneburgo